# اسامه الرفاعی
اسامه الرفاعی (زاده ۱۹۴۴م دمشق) عالم و فقیه شافعی مذهب، مفتی اعظم سوریه و رییس شورای عالی افتاء در سوریه.

## زندگی و تحصیلات
اسامه الرفاعی در سال ۱۹۴۴م در دمشق به دنیا آمد. الرفاعی تحصیلات ابتدایی و متوسطه خود را در دمشق گذراند. وی دارای لیسانس زبان و ادبیات عرب از دانشگاه دمشق است. الرفاعی فرزند عبدالکریم الرفاعی بنیانگذار «جماعة زید» در دمشق است.
اسامه الرفاعی علوم عقلی و نقلی را نزد پدرش و جمعی از علمای دمشق از جمله ابراهیم الغلایینی، عبدالغنی الدقر، خالد الجباوی و احمد الشامی آموخته است.
اسامه الرفاعی در ۲۹ مارس ۲۰۲۵ از طرف احمد الشرع معروف به ابومحمد الجولانی رییس دولت انتقالی سوریه به عنوان مفتی اعظم جمهوری عربی سوریه و رییس شورای عالی افتاء منصوب گردید.